# Leptospermum petersonii
Leptospermum petersonii är en myrtenväxtart som beskrevs av Frederick Manson Bailey. Leptospermum petersonii ingår i släktet Leptospermum och familjen myrtenväxter.

## Underarter
Arten delas in i följande underarter:
- L. p. lanceolatum
- L. p. petersonii

## Bildgalleri

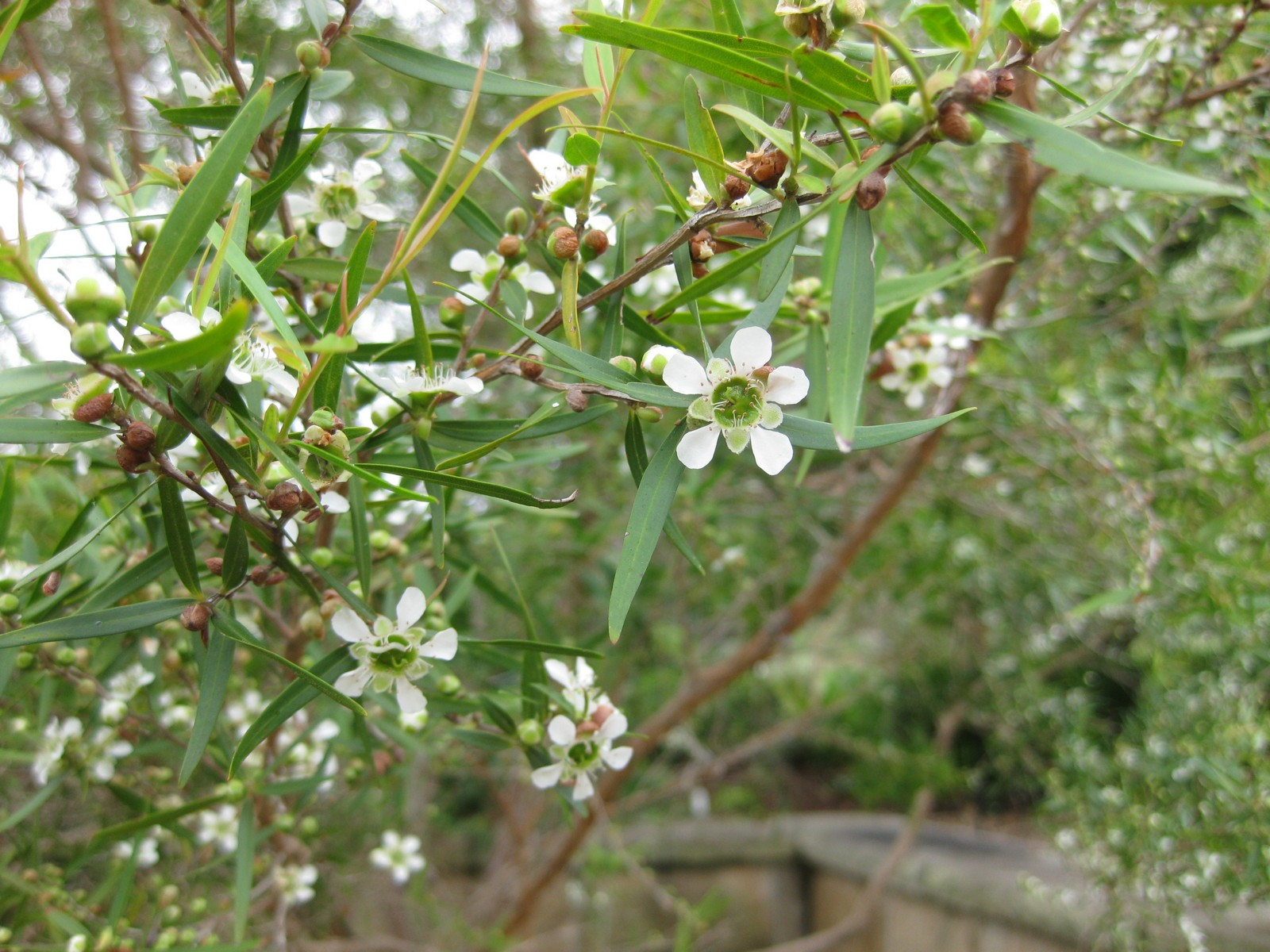
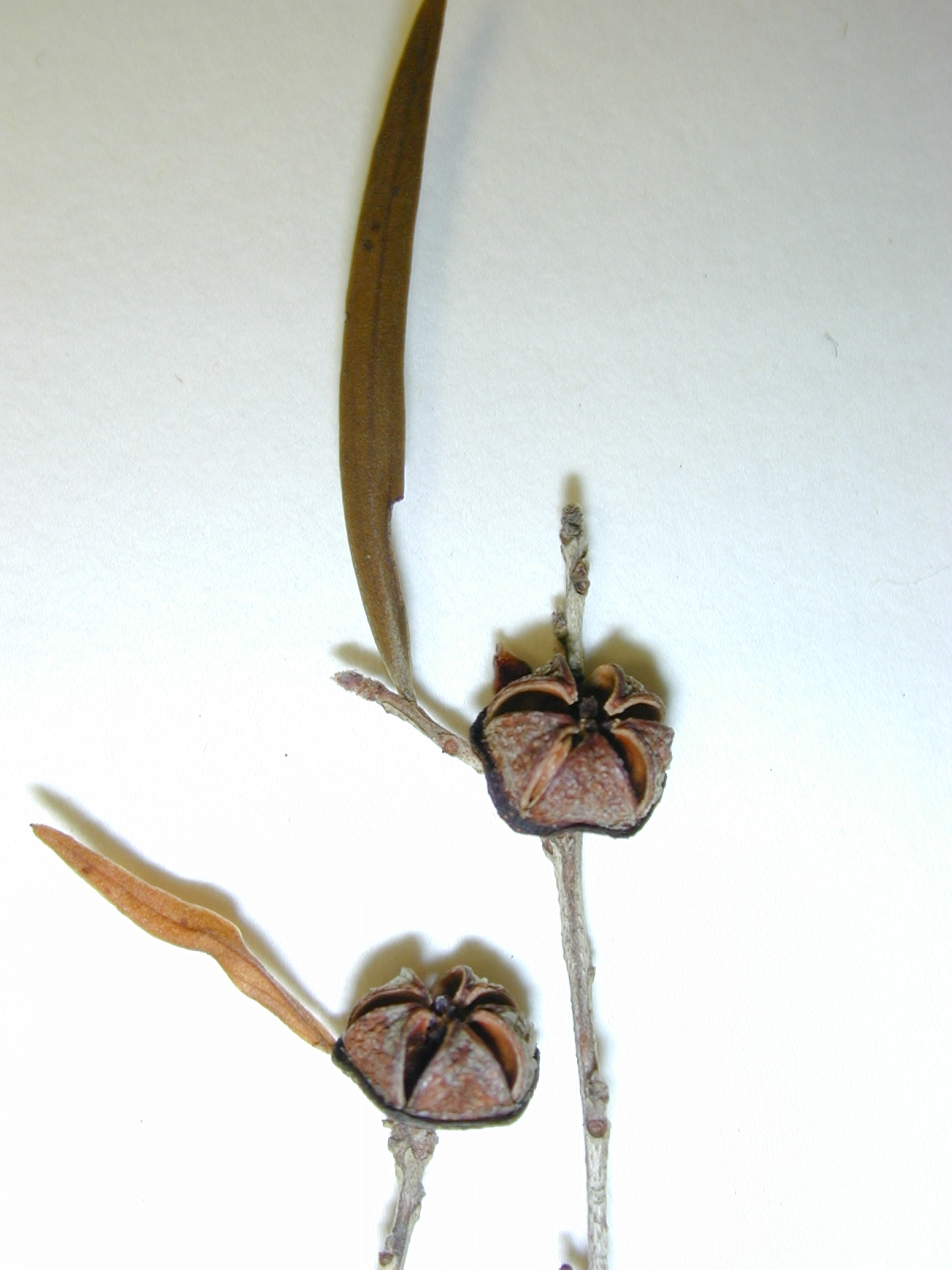
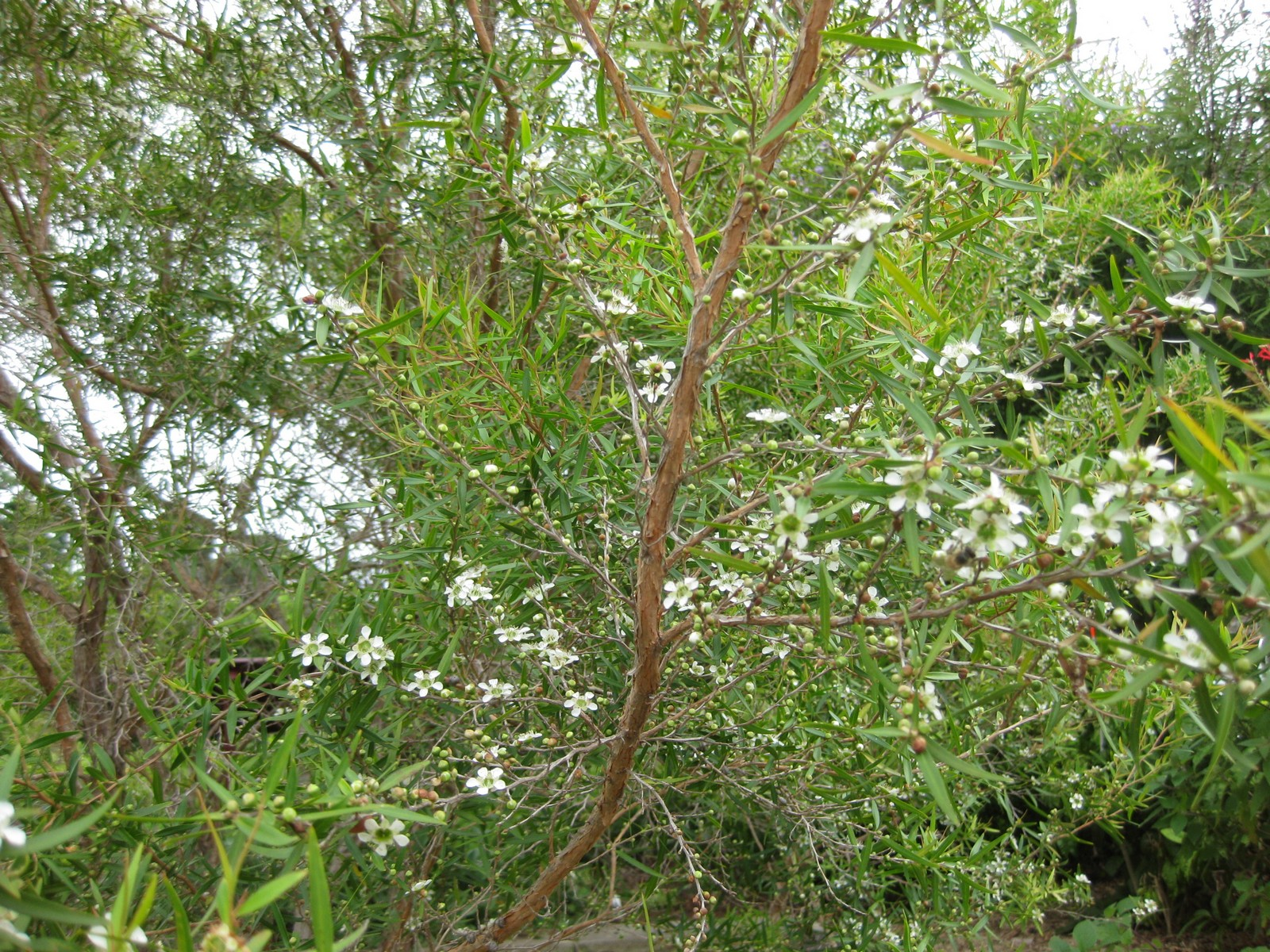
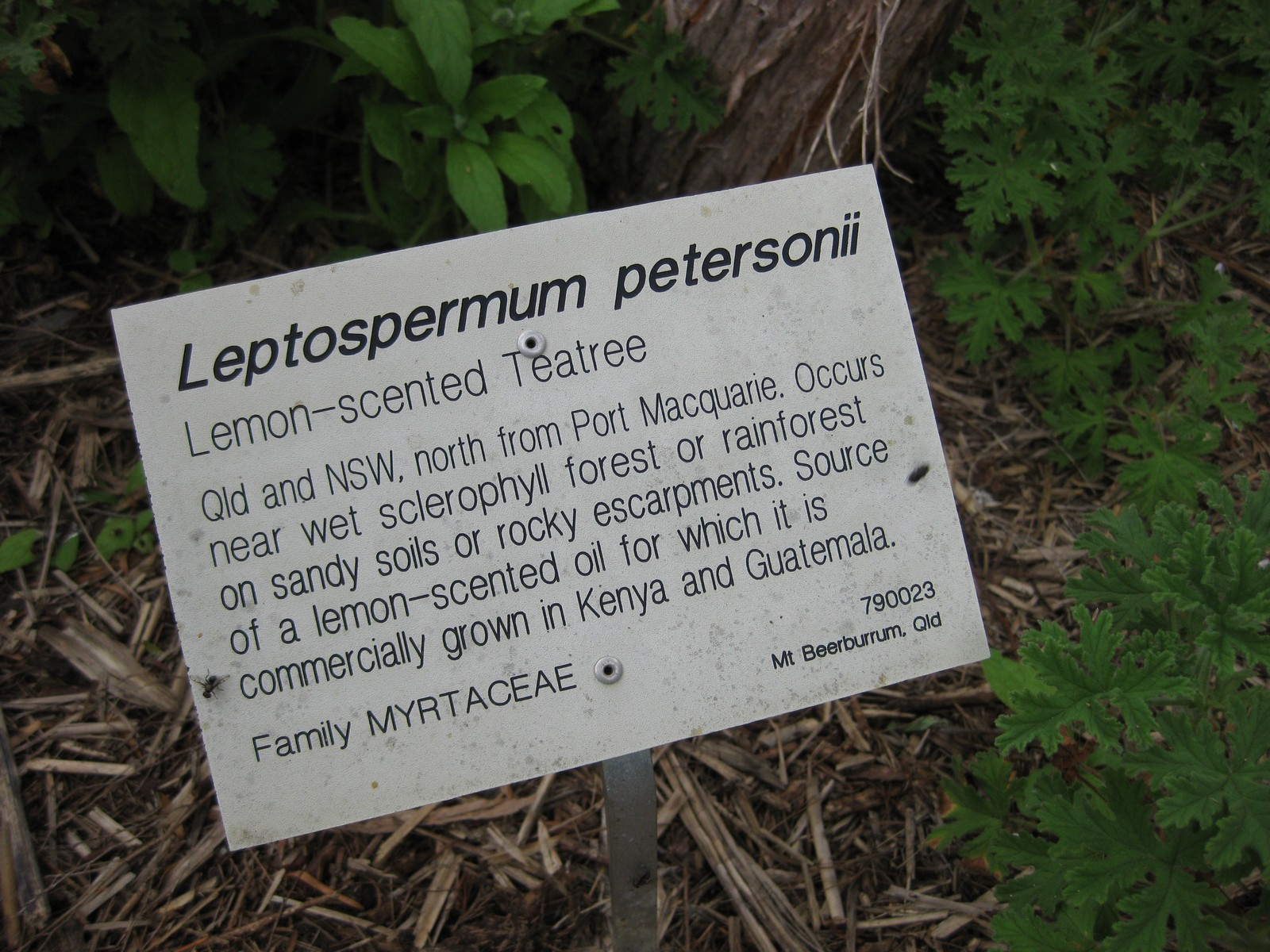